# David Selberg
Kjell David Selberg, född 16 juni 1995, död 17 juni 2018, var en svensk professionell ishockeyspelare. Hans moderklubb var Piteå HC.
David Selberg är begravd på Piteå kyrkogård.